# LRCH4
La proteína 4 que contiene dominios de repetición y homología de calponina rica en leucina es una proteína que en los humanos está codificada por el gen LRCH4 .
Este gen codifica una proteína que contiene repeticiones ricas en leucina (LRR) en su extremo amino y que se sabe que está involucrado en la unión del ligando. El terminal carboxilo puede actuar como un ancla de membrana. Los elementos estructurales identificados sugieren que la proteína codificada se parece a un receptor.